# Urocotyledon palmata
Urocotyledon palmata — вид геконоподібних ящірок родини геконових (Gekkonidae). Мешкає в Центральній Африці.

## Поширення і екологія
Urocotyledon palmata мешкають в Камеруні і Габоні, зокрема в Національному парку Івіндо, а також, можливо, в Республіці Конго. Вони живуть у вологих рівнинних тропічних лісах, на висоті до 650 м над рівнем моря.